# Lissonota confusa
Lissonota confusa är en stekelart som beskrevs av Rey del Castillo 1992. Lissonota confusa ingår i släktet Lissonota och familjen brokparasitsteklar. Arten är reproducerande i Sverige. Inga underarter finns listade i Catalogue of Life.